# Tes Schouten
Pour les articles homonymes, voir Schouten.
Tes Schouten, née le 31 décembre 2000, est une nageuse néerlandaise spécialiste de la brasse. Elle est médaillée de bronze sur le 200 m brasse aux Mondiaux 2023.

## Carrière
Représentant les Pays-Bas aux Jeux olympiques d'été de 2020, elle termine 25e du 100 m brasse et 10e du relais 4 x 100 m 4 nages.
Lors des Mondiaux 2023, elle remporte la médaille de bronze du 200 m brasse derrière la Sud-Africaine Tatjana Schoenmaker et l'Américaine Kate Douglass.

## Palmarès
| Date | Compétition                   | Lieu             | Place | Course            |
| ---- | ----------------------------- | ---------------- | ----- | ----------------- |
| 2015 | Jeux européens                | Bakou            | 2e    | 4 × 100 m 4 nages |
| 2016 | Championnats d'Europe juniors | Hódmezővásárhely | 8e    | 50 m brasse       |
| 2017 | Championnats d'Europe juniors | Netanya          | 5e    | 50 m brasse       |
| 2017 | Championnats d'Europe juniors | Netanya          | 2e    | 100 m brasse      |
| 2018 | Championnats d'Europe         | Glasgow          | 5e    | 4 × 100 m 4 nages |
| 2019 | Championnats du monde         | Gwangju          | 11e   | 50 m brasse       |
| 2019 | Championnats du monde         | Gwangju          | 10e   | 4 × 100 m 4 nages |
| 2021 | Jeux olympiques               | Tokyo            | 25e   | 100 m brasse      |
| 2021 | Jeux olympiques               | Tokyo            | 10e   | 4 × 100 m 4 nages |
| 2021 | Championnats d'Europe         | Budapest         | 5e    | 4 × 100 m 4 nages |
| 2022 | Championnats du monde         | Budapest         | 5e    | 4 × 100 m 4 nages |
| 2022 | Championnats d'Europe         | Rome             | 7e    | 100 m brasse      |
| 2022 | Championnats d'Europe         | Rome             | 9e    | 200 m brasse      |
| 2022 | Championnats d'Europe         | Rome             | 3e    | 4 × 100 m 4 nages |
| 2022 | Championnats du monde (25 m)  | Melbourne        | 2e    | 100 m brasse      |
| 2022 | Championnats du monde (25 m)  | Melbourne        | 3e    | 200 m brasse      |
| 2022 | Championnats du monde (25 m)  | Melbourne        | 5e    | 4 × 50 m 4 nages  |
| 2022 | Championnats du monde (25 m)  | Melbourne        | 4e    | 4 × 100 m 4 nages |
| 2023 | Championnats du monde         | Fukuoka          | 3e    | 200 m brasse      |
| 2024 | Championnats du monde         | Doha             | 1re   | 200 m brasse      |
| 2024 | Championnats du monde         | Doha             | 2e    | 100 m brasse      |